# Geoffrey Simpson
Geoffrey Simpson (* in Adelaide) ist ein australischer Kameramann.

## Leben
Geoffrey Simpson studierte an der South Australian School of Art und der London International Film School. Er drehte Werbe- und Musikvideo, bevor er ab Anfang der 1980er Jahre vermehrt als Kameramann beim Australischen Spielfilm arbeitete. Insgesamt wurde er sechs Mal als bester Kameramann für einen australischen AFI Award nominiert, wobei er für seine Arbeit in Der Navigator, Shine – Der Weg ins Licht und Oscar und Lucinda jeweils ausgezeichnet wurde.

## Filmografie (Auswahl)
- 1986: Beatie Bow – Das Spiel mit der Zeit (Playing Beatie Bow)
- 1986: Der Preis für 35 Karat (The Blue Lightning)
- 1987: Der Navigator (The Navigator – A Medieval Odyssey)
- 1987: Heißer Sand und kalte Füße (Gallagher's Travels)
- 1990: Green Card – Schein-Ehe mit Hindernissen (Green Card)
- 1991: Doch dann kam sie (Till There Was You)
- 1991: Grüne Tomaten (Fried Green Tomatoes (at the Whistle Stop Cafe))
- 1992: Wege der Liebe (The Last Days of Chez Nous)
- 1993: Mr. Wonderful
- 1994: Betty und ihre Schwestern (Little Women)
- 1994: Das Baumhaus (The War)
- 1996: Mütter & Söhne (Some Mother’s Son)
- 1996: Shine – Der Weg ins Licht (Shine)
- 1997: Oscar und Lucinda (Oscar and Lucinda)
- 1999: Lebenslänglich (Life)
- 2000: Center Stage
- 2001: Glitter – Glanz eines Stars (Glitter)
- 2003: Paradies – Die Leidenschaft des Paul Gauguin (Paradise Found)
- 2003: Unter der Sonne der Toskana (Under the Tuscan Sun)
- 2006: Noch einmal Ferien (Last Holiday)
- 2007: Unter der Sonne Australiens (Romulus, My Father)
- 2011: Das Geheimnis der Drachenperle (The Dragon Pearl)
- 2011: Sleeping Beauty
- 2012: The Sessions – Wenn Worte berühren (The Sessions)
- 2014: Kill Me Three Times – Man stirbt nur dreimal (Kill Me Three Times)
- 2016: Whoever Was Using This Bed (Kurzfilm)
- 2017: Cargo
- 2017: Please Stand By
- 2018: Fighting Season (Miniserie, 6 Episoden)
- 2021: Lone Wolf